# Nœud chinois

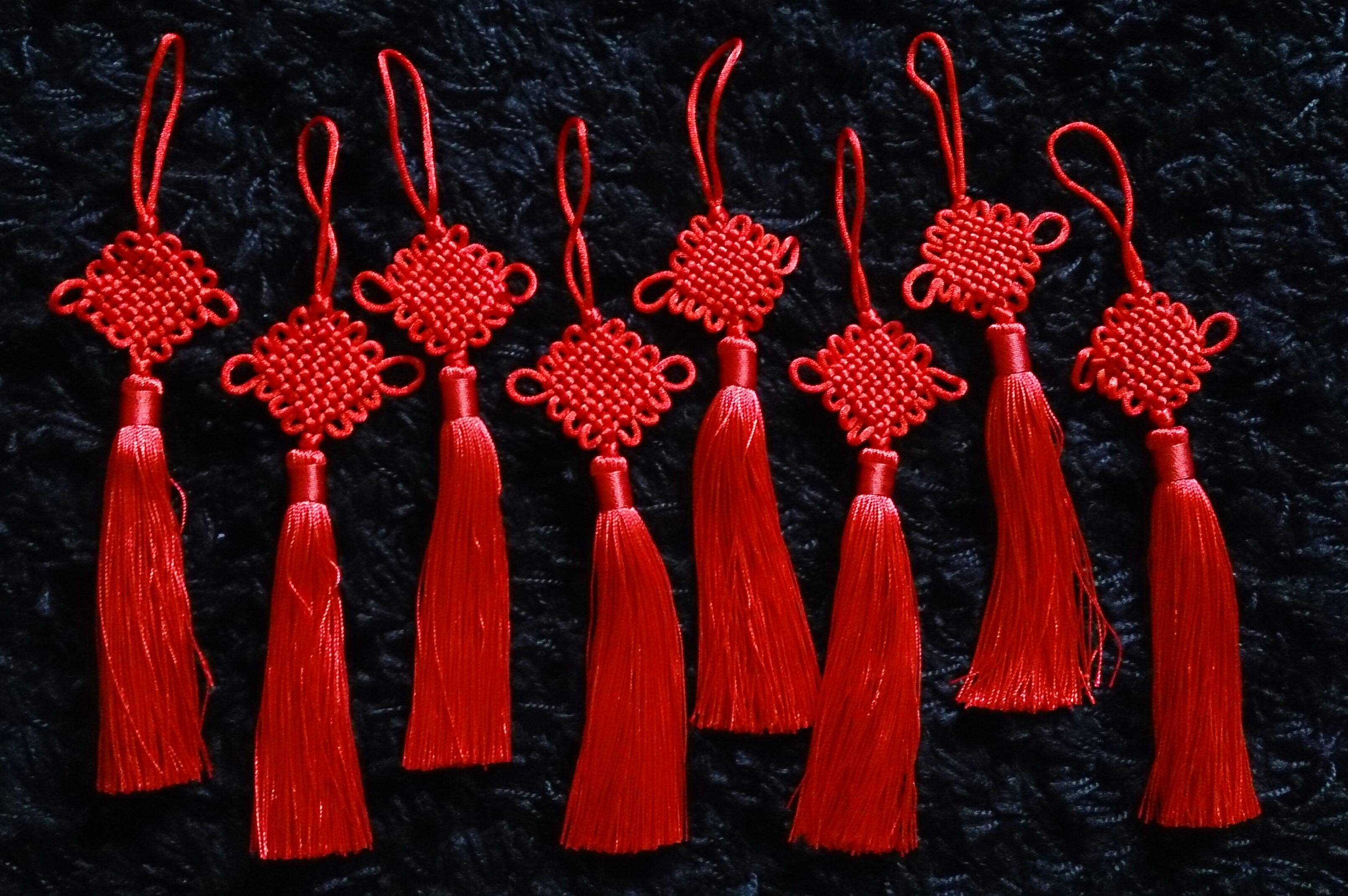
Nuits nœuds chinois

Un nœud chinois (chinois simplifié : 中国结 ; chinois traditionnel : 中國結 ; pinyin : zhōngguó jié) est une œuvre d'art décorative faite à la main dont on trouve les premières descriptions écrites sous les dynasties des Tang (618-907) et Song (960-1279) en Chine. Il est popularisé sous les dynasties des Ming (1368-1644) et Qing (1644-1911).
De nos jours, le nœud chinois est souvent utilisé comme porte-bonheur.
Le nœud sans fin (盘长结 / 盤長結, páncháng jié), un des huit symboles auspicieux (八吉祥) dharmiques des religions indiennes, est un thème récurrent dans ces porte-bonheurs.

## Histoire
Des études archéologiques indiquent que l'art des nœuds chinois date de la Préhistoire. Des découvertes récentes ont montré des aiguilles en os vieilles de 100 000 ans qui auraient été utilisées pour créer des nœuds. En raison de la fragilité du médium, les nœuds de cette époque sont très rares. Quelques vaisselles en bronze de la période des Royaumes combattants (- 481 – - 221), sculptures sur bois bouddhistes de la période des dynasties du Nord (317-581) et peintures de la route de la soie de la dynastie des Han occidentaux (- 206 – 6) évoquent également ces nœuds.

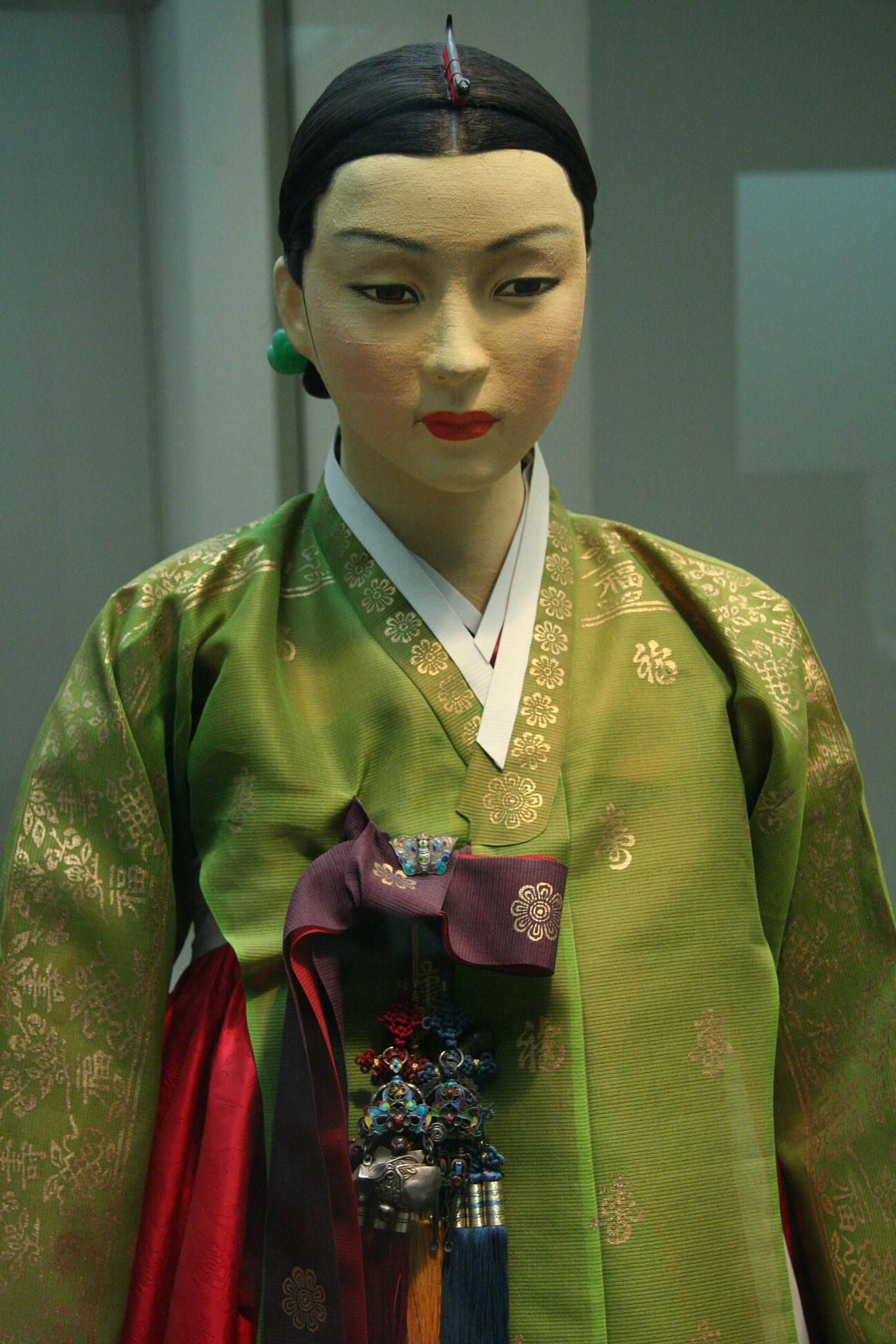
Hanfu féminin, comportant des nœuds chinois dans le style de dynastie Ming

En Corée, ces nœuds sont aussi présents sous le nom de maedup (transcription du coréen : 매듭, signifiant nœud).
Au Japon, ces nœuds sont présents sous les noms hanamusubi, composé de hana (fleur) et musubi (nœud), ou kazarimusubi, composé de kazari (décoration) et musubi (nœud) 